# Geoff Cameron
Geoffrey Scott 'Geoff' Cameron (Attleboro, 11 juli 1985) is een Amerikaans voetballer die bij voorkeur als rechtsback speelt. Hij verruilde in augustus 2012 Houston Dynamo voor Stoke City. Cameron debuteerde in 2010 in het Amerikaans voetbalelftal.

## Clubcarrière
Cameron debuteerde in 2005 in het seniorenvoetbal in het shirt van de Rhode Island Stingrays. In januari 2008 werd hij in de MLS SuperDraft 2008 gekozen door Houston Dynamo. Hiervoor speelde hij in vier seizoenen 116 wedstrijden, waarin hij elf doelpunten scoorde.
Stoke City nam Cameron op 8 augustus 2012 over van Houston Dynamo, dat 2,15 miljoen euro voor hem ontving. Op 26 augustus 2012 maakte hij zijn debuut voor Stoke in de Premier League, tegen Arsenal (0-0). Hij groeide in zijn eerste seizoen uit tot vaste rechtsback van de club.

## Interlandcarrière
Cameron werd in januari 2009 geselecteerd voor het Amerikaans elftal, maar moest door een blessure afhaken. Op 24 februari 2010 debuteerde hij daadwerkelijk als international, tegen El Salvador. Hij viel die wedstrijd in de 86e minuut in voor Robbie Rogers. Voor het nationaal elftal speelt hij zowel als rechtsback als centraal in de verdediging.
1 Gunn ·
3 Fox ·
4 Allen ·
5 Lindsay ·
6 Batth ·
7 Ince ·
9 Vokes ·
11 McClean ·
12 Chester ·
13 Obi Mikel ·
14 Smith ·
16 Davies ·
17 Shawcross  ·
18 Brown ·
19 Gregory ·
20 Oakley-Boothe ·
21 Fletcher ·
22 Clucas ·
23 Verlinden ·
24 Cousins ·
25 Powell ·
26 Campbell ·
29 Bauer ·
30 Wimmer ·
34 Thompson ·
35 Tymon ·
36 Souttar ·
37 Collins ·
40 Nna Noukeu ·
Coach: O'Neill